# 図書館間相互貸借
図書館間相互貸借（としょかんかんそうごたいしゃく、英: interlibrary loan、ILL）とは図書館同士で資料を融通し合う仕組みで、図書館奉仕のひとつである。図書館間貸し出し（としょかんかんかしだし）とも呼ぶ。相互貸借は図書館界独特の相互扶助システムであり、特に協定を結ぶことなく、相互の信頼関係に基づいて実施される。図書館によっては国内のみならず、国外とも相互貸借を行うことがある。
相互貸借には、ある図書館が所蔵する図書館資料の現物を貸し出す「現物貸借」と、図書館資料の複写物を提供する「文献複写」の2種類ある。公立図書館では現物貸借が、大学図書館では文献複写が多い。

## 概要
図書館利用者の求めに応じて、図書館はその資料を所蔵する他館にその利用を申し込み、所蔵館は無料ないし少ない手数料でそれを貸し出す。（相互貸借にかかる経費は複写料・送料・梱包料であり、利用者に請求するのが一般的である。）資料は申し込みを行った図書館へ輸送され、利用者への貸出あるいは館内利用に提供される。これにより利用者は、他の図書館が所蔵している図書・視聴覚資料・マイクロフィルム、雑誌記事の写しなどを、所蔵館へ自ら出向くことなく利用することができる。ただし、映像資料については著作権の関係上できないものもある。日本の公立図書館における年間の相互貸借件数は約234万件（2014年度）である。
相互貸借の業務は専門の窓口や担当者を設けるのが一般的で、レファレンスサービスに組み込まれていることが多い。利用者の多くは正確な書誌情報を持っていないため、相互貸借を受け付ける者は書誌情報の確認作業が必須である。以前は書誌情報の確認には高度な専門的知識が要求されたが、総合目録や論文データベースなどが普及したことで容易に行えるようになっている。
場合によっては、利用者が日常利用する図書館に紹介状を発行してもらい、利用者自身が資料を所蔵する図書館まで赴く「図書館相互利用」になる。
また、利用館と所蔵館が相互利用協定を結んでいる場合は、対象となる図書館へ利用者が直接赴き（紹介状は不要）、当該図書館で利用登録を行って貸出券の発行を受けられる場合もある。

## 日本の公立図書館における相互貸借
区市町村立図書館や都道府県立図書館の場合は、同一都道府県内の図書館からの相互貸借となる。例えば、最寄りの図書館が東京都内の図書館の場合、最寄りの図書館に置かれていない資料を請求すると、東京都内の他の区市町村立図書館や東京都立図書館から資料が届けられる。「相互」貸借とは言うものの、実際の図書館の現場では所蔵資料の多い大規模図書館への依頼が集中しており、相互扶助とは言えない状況である。
以下のような資料の場合は、所蔵する図書館の利用規則に従うのが通常である。
- 資料の発行部数が極めて少ない、発行年が古い
- 資料が特殊な性質を持っていて、利用者が多く見込めない
- 資料が極めて高額である

所蔵図書館において館外持ち出し禁止の扱いになっている資料は、請求を受けた図書館内での閲覧に限られ、請求を受けた図書館が通常許可している貸出日数より、所蔵図書館が許可している日数が短い場合は、所蔵図書館側の日数が適用される。また複写については、著作権法により所蔵図書館が許可を行うよう規定されているため、所蔵図書館に許可を請求する必要がある。
他の都道府県の区市町村立図書館や都道府県立図書館と資料を相互貸借するシステムが確立していないため、同一都道府県内の全ての区市町村立図書館や都道府県立図書館に資料がなかった場合は、請求を受けた館による新規購入（リクエスト）になったり、請求自体が破棄されることがある。

## 裁判
図書館が相互貸借を拒否したことをめぐり、裁判で争われたことがある。大阪府泉南郡熊取町の熊取町立熊取図書館の除籍冊数が近隣の公立図書館に比べて多く、図書館予算を無駄遣いしているのではないかと考えた住民が、除籍基準に合致しているかを検証するために37冊の相互貸借（予約貸出）を申請し、その時は受理されたが、以降は業務に支障が出るとして図書館側が除籍リスト掲載図書の相互貸借を拒否する旨を伝えたことが契機となった。2007年6月8日、第一審の大阪地方裁判所は、図書館が公の施設であり、相互貸借は図書館長の自由裁量ではなく、図書館法その他の法令に基づくべきであり、相互貸借申し込みの拒否は人格的利益の侵害に当たるとして、図書館側に5万円の支払いを命じた。熊取町は判決を不服として大阪高等裁判所に控訴した。2007年11月、大阪高裁は、図書館側が住民に対し遺憾の意を表明することや、住民が一審判決の仮執行宣言で得た54,965円を図書館側に支払うことなどを盛り込んだ和解案を提示し、双方が受け入れたため、裁判は結審した。